# Plectrocentropus sulis
Plectrocentropus sulis là một loài Trichoptera hóa thạch trong họ Polycentropodidae.